# T34 (танк)
T34 — американський дослідний важкий танк, розроблений у 1945 році на базі важкого танка T30. Серійно не вироблявся, було збудовано один прототип.

## Історія
Для боротьби з німецькою важкою бронетехнікою, як Tiger II та Jagdtiger, у США розробили низку важких танків на шасі T26E3: T29 зі 105-мм гарматою та T30 зі 155-мм гарматою. Однак у 1945 році було вирішено встановити 120-мм зенітну гармату M1 на танк. Ця гармата показала кращу пробивну здатність, ніж 105-мм та 155-мм гармати.
Два прототипи було збудовано до 1947 року, випробування показали незадовільні результати, тому замовлення на танк не надходили. Зрештою у виробництво пішов M103.

## У масовій культурі

### У іграх
- Присутній у ММО-іграх World of Tanks та World of Tanks Blitz як важкий преміумтанк 8 рівня.
- Присутній у ММО-грі War Thunder як американський важкий танк із бойовим рейтингом 6,7.
- Присутній у ММО-грі Ground War: Tanks як важкий преміум танк 8 рівня.